# أحمد عبد الرازق السلمان
أحمد عبد الرازق السلمان (أبو العبد؛ 1945 – 22 نوفمبر 2009)، سياسي ودبلوماسي فلسطيني، وُلد في مدينة طولكرم الفلسطينية، وهو أحد أبرز شخصيات حركة فتح، وسفير فلسطين في عدة دول، وعضو المجلس الوطني الفلسطيني، ورئيس بلدية طولكرم الأسبق.

## حياته
وُلد أحمد عبد الرازق سلمان السلمان عودة في مدينة طولكرم بالضفة الغربية عام 1945، تلقى تعليمه الابتدائي والإعدادي والثانوي في مدارس مدينته طولكرم، والتحق بكلية الهندسة في جامعة الإسكندرية عام 1963.

## مناصبه
- رئيس اتحاد طلبة فلسطين في الاسكندرية عام 1969.
- عضو اللجنة التنفيذية للاتحاد العام لطلبة فلسطين في العالم.
- ممثل منظمة التحرير الفلسطينية في الاسكندرية ومدير مكتبها، عام 1977.
- سفير منظمة التحرير الفلسطينية في بنغلادش، 1980-1985.
- سفير منظمة التحرير الفلسطينية في باكستان، 1985-1988.
- سفير دولة فلسطين في باكستان من العام 1988 وحتى العام 2005.[2]
- سفير دولة فلسطين في الجزائر من العام 2006 وحتى العام 2008.[3]
- عضو المجلس الوطني الفلسطيني في منظمة التحرير الفلسطينية.[4][5]
- رئيس بلدية طولكرم منذ 5 يناير 2009 وحتى وفاته بتاريخ 22 نوفمبر 2009.[6]

## وفاته
تُوفي أحمد عبد الرازق السلمان بتاريخ 22 نوفمبر 2009، ودفن في مسقط رأسه مدينة طولكرم بجنازةٍ رسمية وعسكرية وشعبية كبيرة، ونعاه الرئيس الفلسطيني محمود عباس، كما قدم الرئيس عباس تعازيه لعائلته.

## تأبينه وتخليده
بعد أسبوع على وفاة أحمد عبد الرازق السلمان أقيم له حفل تأبين في مدينة طولكرم، كما جرى بالمدينة إحياء الذكرى السنوية الأولى لرحيله.